# 史可 (1964年)
史可（1964年7月4日—），女，湖北枝江人，中国大陆演员。毕业于中央戏剧学院。代表作有电影《杀手情》、《嘉年华》，电视剧《过把瘾》等。